# George McGovern
George Stanley McGovern (19 tháng 7 năm 1922 – 21 tháng 10 năm 2012) là một nhà sử học Mỹ đồng thời ông còn là 1 chính trị gia. Ông là thành viên của đảng Dân Chủ.

## Tiểu sử
McGovern sinh ra tại Avon, South Dakota vào ngày 19 tháng 7 năm 1922. Ông theo học tại 2 trường đại học là Dakota Wesleyan và Northwestern.

## Sự nghiệp
McGovern trở thành thành viên của Hạ nghị viện Hoa Kỳ cho vùng South Dakota từ năm 1957 đến năm 1961. Sau đó ông trở thành Thượng nghị sĩ cho vùng South Dakota.
Năm 1968, ông quyết định tranh cử chức Tổng thống sau sự kiện Robert F. Kennedy bị ám sát. McGovern đã được đảng Dân Chủ đề cử cho cuộc tranh cử năm 1972. Đối thủ với ông còn có Sargent Shriver. Tuy nhiên cả hai đều thất bại trước Richard Nixon.
Sau này, ông còn trở thành đại sứ của tổ chức về lương thực và nông nghiệp của Liên Hợp Quốc (FAO) từ năm 1998 đến 2001.

## Đời sống riêng tư
McGovern lấy Eleanor Stegeberg và họ sống với nhau từ năm 1943 cho đến tận khi bà mất vào năm 2007. McGovern có bốn người con gái. Người con trai duy nhất của ông là kẻ nghiện rượu và ông ấy mất năm 2012.

## Liên kết ngoài

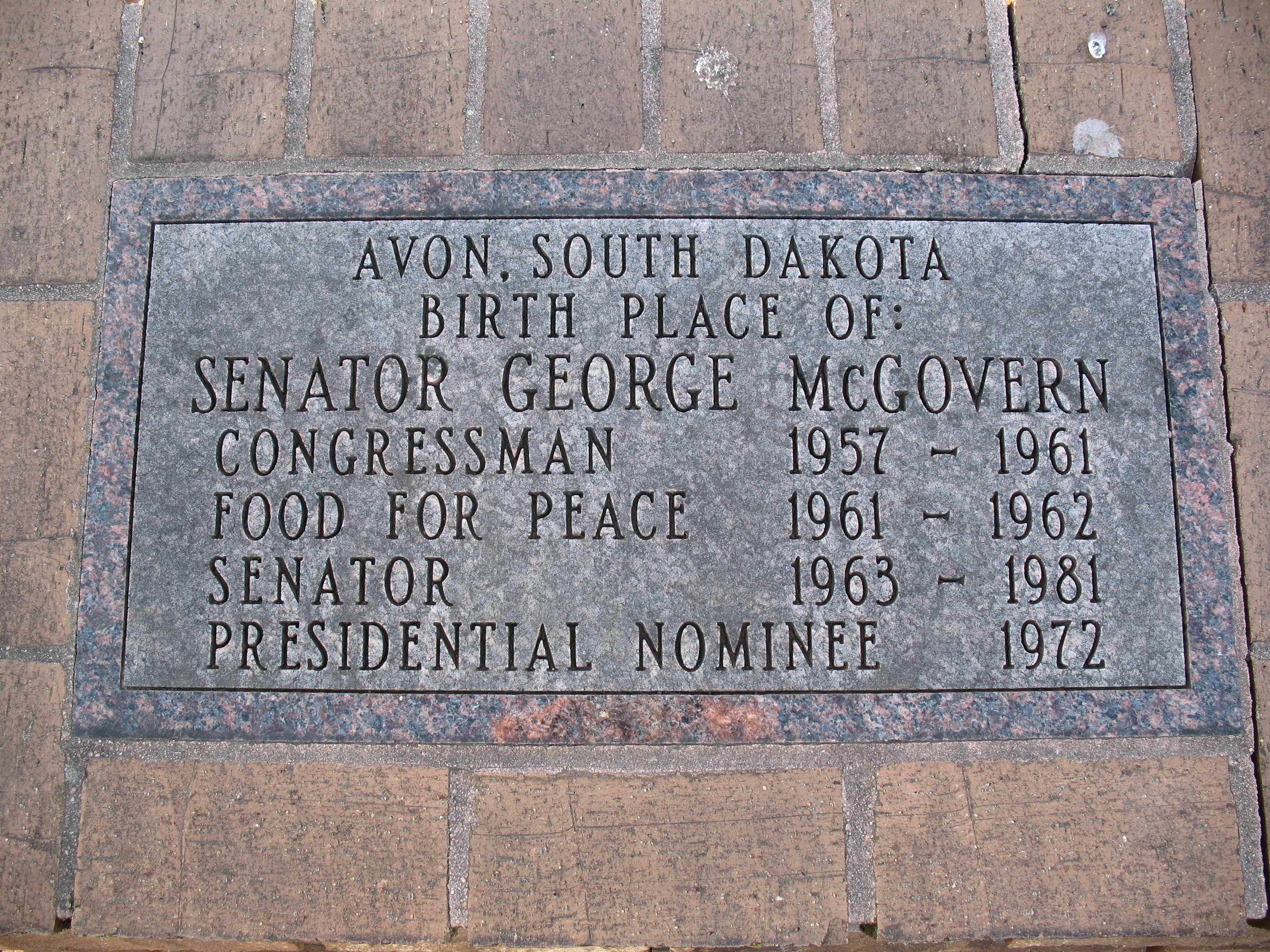
Một biển kỉ niệm tại nơi sinh của ông